# فيليكي سوروتشينتسي
فيليكي سوروتشينتسي (Великі Сорочинці) هي مدينة في مقاطعة بولتافسكا في أوكرانيا.
يبلغ عدد سكانها حوالي 3962 نسمة.

## أعلام
- نيقولاي غوغول